# ديان مارتينوفيتش
ديان مارتينوفيتش هو لاعب كرة قدم بوسني في مركز الوسط، ولد في 19 يوليو 1983 في دوبوي في البوسنة والهرسك. لعب مع نادي أحمد غروزني ونادي براشوف ونادي سيليك زينيكا ونادي شيروكي برييغ وهايدوك سبليت.

## وصلات خارجية
- ديان مارتينوفيتش على موقع قاعدة بيانات كرة القدم.إي يو (الإنجليزية)
- ديان مارتينوفيتش على موقع Soccerway.com (الإنجليزية)